# Henschia dzhavacheticus
Henschia dzhavacheticus är en insektsart som beskrevs av Logvinenko 1971. Henschia dzhavacheticus ingår i släktet Henschia och familjen dvärgstritar. Inga underarter finns listade i Catalogue of Life.